# Joseph Widmer
Joseph Widmer (* 15. August 1779 in Hochdorf; † 10. Dezember 1844 in Beromünster) war ein Schweizer römisch-katholischer Theologe und Hochschullehrer.

## Leben
Joseph Widmer war der Sohn des Landwirts Joseph Widmer und dessen Ehefrau Maria, geb. Leu; er wuchs auf deren Hofgut Waldispühl in Hochdorf auf. Sein Onkel war der Nationalrat Johann Jakob Widmer.
Er  wurde durch den Kaplan Schmidlin in Kleinwangen auf das Gymnasium vorbereitet und besuchte das Gymnasium Luzern; nach deren Abschluss studierte er anfangs Rhetorik und darauf Philosophie und Theologie am dortigen Lyzeum. Gemeinsam mit seinem Schulfreund Alois Gügler, der ihm einen Monat später folgte, studierte er von Oktober 1802 bis 1804 Theologie an der Universität Landshut; dort hörte er Vorlesungen bei Johann Michael Sailer, der ihn auch in seiner Wohnung aufnahm und maßgeblich beeinflusste, sowie die Vorlesungen von Patritius Benedikt Zimmer und Andreas Röschlaub, der Philosophie-Vorlesungen hielt.  
Während seines zweijährigen Aufenthaltes in Landshut besuchte er das Priesterseminar von Georg Michael Wittmann und wurde durch Bischof Karl Theodor von Dalberg zum Priester geweiht; seine erste Predigt hielt er bei seinem Freund, dem späteren Bischof von Regensburg, Franz Xaver Schwäbl, der zu dem Zeitpunkt Pfarrer in Oberviehbach war. 
Nach seiner gemeinsamen Rückkehr mit seinem Freund Gügler war er kurze Zeit Vikar beim Pfarrer Jost Bernhard Häfliger (1759–1837) in Hochdorf und wurde kurz darauf ersucht, für den erkrankten Franz Geiger dessen Philosophie-Vorlesungen am Lyzeum Luzern zu übernehmen; nach dessen Tod wurde er 1805 zum Wirklichen Professor für Philosophie ernannt. Am Lyzeum befand sich bereits sein Freund Gügler als Professor für Philosophie und Exegese. Im Laufe der Zeit kamen die beiden Freunde in einen Gegensatz zu den Anhängern von Ignaz Heinrich von Wessenberg, dessen geistiges Haupt in Luzern der damalige Stadtpfarrer Thaddäus Müller war. Streitigkeiten zwischen Gügler und Müller führten am 12. Dezember 1810 zur Absetzung Güglers durch die luzernische Regierung, worauf Joseph Widmer freiwillig sein Amt niederlegte. Als kurz darauf die Maßregel gegen Gügler zurückgenommen wurde, nahm auch Joseph Widmer seine Demission zurück. Am 1. März 1816 wurde er gleichzeitig mit Gügler zum Chorherrn am Stift St. Leodegar im Hof in Luzern ernannt. 1819 wurde ihm, auf eigenen Wunsch, der Lehrstuhl für Moral- und Pastoraltheologie übertragen, bis er 1833 von der Regierung wegen seiner ultramontanen Gesinnung abgesetzt und ihm dafür ein Kanonikat in Beromünster übertragen wurde, dort wurde er 1842 zum Dompropst ernannt. Nach dem konservativen Umschwung 1841 wurde er rehabilitiert und als Vertreter des Kapitels Hochdorf als Mitglied in den Erziehungsrat gewählt und war bis 1843 wieder als Professor für Moral- und Pastoraltheologie am Lyzeum in Luzern tätig, 

### Schriftstellerisches und Theologisches Wirken
Sailer betrachtete ihn wie einen geistigen Sohn; er war ihm auch geistesverwandt und wurde in der Wissenschaft wie sein zweites Ich (Joseph Hubert Reinkens).
1817 wurde er durch einen Geschäftsmann gebeten, für eine zu gründende Gesellschaft zur Bildung der Einwohner für Literatur und höhere Lebensverhältnisse die Statuten zu verfassen. Hierzu hielt er einen Vortrag, in dem er sich zum Verhältnis von Staat und Kirche äusserte und der grosses Aufsehen erregte. Der Vortrag wurde zwar nicht gedruckt, aber seine leitenden Ideen finden sich in seinem Werk Das Göttliche in irdischer Entwickelung und Verherrlichung nachgewiesen im Leben des seligen Nikolaus von der Flüe.
Als Sailer 1823, als Weihbischof von Regensburg, begleitet von dem Jugendschriftsteller Christoph Schmid und seinem damaligen Sekretär Melchior Diepenbrock zum letzten Mal die Schweiz besuchte, gab er Joseph Widmer den Auftrag, seine sämtlichen Schriften zu revidieren und neu herauszugeben; das Werk umfasste später vierzig Bände. Er edierte auch die Werke von Franz Geiger und Alois Gügler. 
1832 war er Mitbegründer der Schweizerischen Kirchenzeitung.
Zu seinen Werken gehören auch kleinere Schriften und Abhandlungen in Zeitschriften sowie Übersetzungen mehrerer Schriften des heiligen Augustinus und von Bonaventuras Breviloquium.

## Ehrungen
1829 war er zum nichtresidierenden Domherrn des neu organisierten Bistums Basel ernannt worden.

## Schriften (Auswahl)
- Geist der alten Schweizer in Beziehung auf die gegenwärtige Zeit: Eine Rede gehalten bey der Schlachtkapelle ob Sempach 1815. Luzern, 1815.
- Der kathol. Seelensorger in gegenwärtiger Zeit. München 1819.
- Das Göttliche in irdischer Entwickelung und Verherrlichung nachgewiesen im Leben des seligen Nikolaus von der Flüe. Luzern 1819.
- Ursprung und Wachsthum des Christenthums im menschlichen Leben: Ehrenrede. Solothurn 1822.
- Nachtrag zu Patritius Benedictus Zimmer’s Kurzgefasster Biographie. Ury 1823.
- Franziskus Geigers sämmtliche Schriften. Gesammelt und geordnet von einem seiner Freunde. 8 Bände. Altorf 1824–1839.
- Systematische Übersichtsarbeit in Sailers Handbuch der christlichen Moral. Sarmenstorf 1839.
- Vorträge über Pastoraltheologie. Sarmenstorf 1840.